# 日ノ宮町
日ノ宮町（ひのみやちょう）は、愛知県名古屋市中村区の地名。現行行政地名は日ノ宮町1丁目から日ノ宮町5丁目。住居表示未実施。

## 地理
名古屋市中村区南部に位置する。東は名西通、西は鈍池町、南は沖田町、北は千成通に接する。

## 歴史

### 地名の由来
下中村町字日ノ宮による。

### 沿革
- 1939年（昭和14年）6月1日 - 以下の通り、中村区下中村町の一部により、同区日ノ宮町として成立[1]。
  - 日ノ宮町1丁目が、下中村町字白子畑・字日ノ宮・字東鈍池・字南郷中の各一部により成立[1]。
  - 日ノ宮町2丁目が、下中村町字白子畑・字日ノ宮・字東鈍池・字南郷中・字鳥喰・字稲畑の各一部により成立[1]。
  - 日ノ宮町3丁目が、下中村町字鳥喰・字稲畑・字梶ノ實・字東鈍池・字白子畑・字長筬の各一部により成立[1]。
  - 日ノ宮町4丁目が、下中村町字長筬・字鳥喰・字稲畑・字梶ノ實の各一部により成立[1]。
  - 日ノ宮町5丁目が、下中村町字鳥喰・字梶ノ實の各一部により成立[1]。
- 1940年（昭和15年）7月1日 - 日ノ宮町1丁目に下中村町字南郷中の一部が、日ノ宮町2丁目に下中村町字南郷中・字稲畑の各一部が編入される[4]。
- 1966年（昭和41年）1月26日 - 日ノ宮町4丁目に高須賀町字北西出が編入され、日ノ宮町5丁目に沖田町の一部が編入される[5]。
- 2007年（平成19年）6月18日 - 3丁目に下中村町字長筬を編入[WEB 6]。

## 世帯数と人口
2019年（平成31年）2月1日現在の世帯数と人口は以下の通りである。
| 町丁     | 世帯数  | 人口    |
| -------- | ------- | ------- |
| 日ノ宮町 | 902世帯 | 1,926人 |

### 人口の変遷
国勢調査による人口の推移
| 1950年（昭和25年） | 365人   | [ 6 ]      |  |
| 1955年（昭和30年） | 545人   | [ 6 ]      |  |
| 1960年（昭和35年） | 770人   | [ 7 ]      |  |
| 1965年（昭和40年） | 1,148人 | [ 7 ]      |  |
| 1970年（昭和45年） | 1,784人 | [ 8 ]      |  |
| 1975年（昭和50年） | 1,804人 | [ 8 ]      |  |
| 1980年（昭和55年） | 1,809人 | [ 9 ]      |  |
| 1985年（昭和60年） | 1,777人 | [ 9 ]      |  |
| 1990年（平成2年）  | 1,687人 | [ 10 ]     |  |
| 1995年（平成7年）  | 1,715人 | [ 11 ]     |  |
| 2000年（平成12年） | 1,745人 | [ WEB 7 ]  |  |
| 2005年（平成17年） | 1,779人 | [ WEB 8 ]  |  |
| 2010年（平成22年） | 1,706人 | [ WEB 9 ]  |  |
| 2015年（平成27年） | 1,738人 | [ WEB 10 ] |  |

## 学区
市立小・中学校に通う場合、学校等は以下の通りとなる。また、公立高等学校に通う場合の学区は以下の通りとなる。なお、小・中学校は学校選択制度を導入しておらず、番毎で各学校に指定されている。
| 丁目          | 小学校                                    | 中学校               | 高等学校 |
| ------------- | ----------------------------------------- | -------------------- | -------- |
| 日ノ宮町1丁目 | 名古屋市立日吉小学校 名古屋市立千成小学校 | 名古屋市立豊国中学校 | 尾張学区 |
| 日ノ宮町2丁目 | 名古屋市立日吉小学校 名古屋市立千成小学校 | 名古屋市立豊国中学校 | 尾張学区 |
| 日ノ宮町3丁目 | 名古屋市立日吉小学校 名古屋市立千成小学校 | 名古屋市立豊国中学校 | 尾張学区 |
| 日ノ宮町4丁目 | 名古屋市立日吉小学校 名古屋市立千成小学校 | 名古屋市立豊国中学校 | 尾張学区 |
| 日ノ宮町5丁目 | 名古屋市立千成小学校                      | 名古屋市立豊国中学校 | 尾張学区 |

## 施設
- 中井筋用水[2]
- 日吉公園[2]
- 日ノ宮神社[2]
- 名古屋市立千成小学校
- 喜多福総本家

## その他

### 日本郵便
- 郵便番号 : 453-0823[WEB 3]（集配局：中村郵便局[WEB 13]）。

### WEB
1. 1 2  “愛知県名古屋市中村区の町丁・字一覧”.   人口統計ラボ. 2016年2月12日閲覧。
2. 1 2  “町・丁目(大字)別、年齢(10歳階級)別公簿人口(全市・区別)”.   名古屋市 (2019年2月20日). 2019年2月20日閲覧。
3. 1 2  “郵便番号”.  日本郵便. 2019年2月10日閲覧。
4. ↑  “市外局番の一覧”.   総務省. 2019年1月6日閲覧。
5. ↑  名古屋市役所市民経済局地域振興部住民課町名表示係 (2015年10月21日). “中村区の町名一覧”.   名古屋市. 2016年1月29日閲覧。
6. ↑  “名古屋市:名古屋市中村区の一部で町名・町界変更を実施(平成19年6月18日実施)”. 2017年5月6日閲覧。
7. ↑  名古屋市役所総務局企画部統計課統計係 (2005年7月1日). “（刊行物）名古屋の町(大字)・丁目別人口 (平成12年国勢調査) (5)中村区(第1表から第3表)” (xls). 2015年10月16日閲覧。
8. ↑  名古屋市役所総務局企画部統計課統計係 (2007年6月27日). “（刊行物）名古屋の町(大字)・丁目別人口 (平成17年国勢調査) (5)中村区(第1表から第3表）” (xls). 2015年10月15日閲覧。
9. ↑  名古屋市役所総務局企画部統計課統計係 (2012年4月22日). “（刊行物）名古屋の町(大字)・丁目別人口 (平成22年国勢調査) (5)中村区(第1表から第3表）” (xls). 2015年10月15日閲覧。
10. ↑  名古屋市役所総務局企画部統計課統計係 (2016年3月31日). “（刊行物）名古屋の町(大字)・丁目別人口 (平成27年国勢調査) (5)中村区(第1表から第3表）” (xls). 2016年7月28日閲覧。
11. ↑  “市立小・中学校の通学区域一覧”.   名古屋市 (2018年11月10日). 2019年1月14日閲覧。
12. ↑  “平成29年度以降の愛知県公立高等学校（全日制課程）入学者選抜における通学区域並びに群及びグループ分け案について”.   愛知県教育委員会 (2015年2月16日). 2019年1月14日閲覧。
13. ↑  郵便番号簿 平成29年度版 - 日本郵便. 2019年02月26日閲覧 (PDF)

### 書籍
1. 1 2 3 4 5 6 7  中村区制施行50周年記念事業実行委員会記念誌編集委員会 1987, p. 435.
2. 1 2 3 4 5  「角川日本地名大辞典」編纂委員会 1989, p. 1501.
3. ↑  名古屋市計画局 1992, p. 274.
4. ↑  中村区制施行50周年記念事業実行委員会記念誌編集委員会 1987, p. 437.
5. ↑  中村区制施行50周年記念事業実行委員会記念誌編集委員会 1987, p. 442.
6. 1 2  名古屋市総務局企画室統計課 1957, p. 79.
7. 1 2  名古屋市総務局企画部統計課 1967, p. 73.
8. 1 2  名古屋市総務局統計課 1977, p. 48.
9. 1 2  名古屋市総務局統計課 1986, p. 51・52.
10. ↑  名古屋市総務局企画部統計課 1991, p. 28.
11. ↑  名古屋市総務局企画部統計課 1996, p. 72.

### 統計資料
- 名古屋市総務局企画室統計課 編『昭和31年版 名古屋市統計年鑑』名古屋市、1957年。
- 名古屋市総務局企画部統計課 編『昭和41年版 名古屋市統計年鑑』名古屋市、1967年。
- 名古屋市総務局統計課 編『昭和51年版 名古屋市統計年鑑』名古屋市、1977年。
- 名古屋市総務局統計課 編『昭和60年国勢調査 名古屋の町・丁目別人口（昭和60年10月1日現在）』名古屋市役所、1986年。
- 名古屋市総務局企画部統計課 編『平成2年国勢調査 名古屋の町（大字）別・年齢別人口（平成2年10月1日現在）』名古屋市役所、1994年。
- 名古屋市総務局企画部統計課 編『平成7年国勢調査 名古屋の町（大字）・丁目別人口（平成7年10月1日現在）』名古屋市役所、1996年。